# 宮崎空港線
宮崎空港線（みやざきくうこうせん）は、宮崎県宮崎市の田吉駅から宮崎空港駅とを結ぶ九州旅客鉄道（JR九州）の鉄道路線（幹線）である。本路線に日豊本線宮崎駅 - 南宮崎駅間と日南線南宮崎駅 - 田吉駅間を加えた宮崎駅 - 宮崎空港駅間に「空港線」の愛称が付けられている。
宮崎空港付近を通る日南線から分岐し、宮崎空港旅客ターミナルに直接乗り入れる空港アクセス路線として建設され、JR発足後の1996年に開業した。日南線との共用区間・分岐付近を除いて、踏切が存在しない。
本路線には加算運賃（130円）が適用されている。なお、本路線ではICカード「SUGOCA」の利用が可能である。
また、一般向けリアルタイム列車位置情報システム「どれどれ」の利用ができる路線であり、スマートフォンアプリ「JR九州アプリ」で宮崎 - 宮崎空港間のリアルタイム列車位置情報が提供されている。
路線長は1.4 km（営業キロ）と短く、2024年時点で、JR線の中で最短である。なお、本路線の開業前は新湊線（当時全長3.6 km、貨物線）、旅客営業を行う路線では桜島線（JRゆめ咲線、当時全長4.0 km）が最短路線であった。

## 路線データ

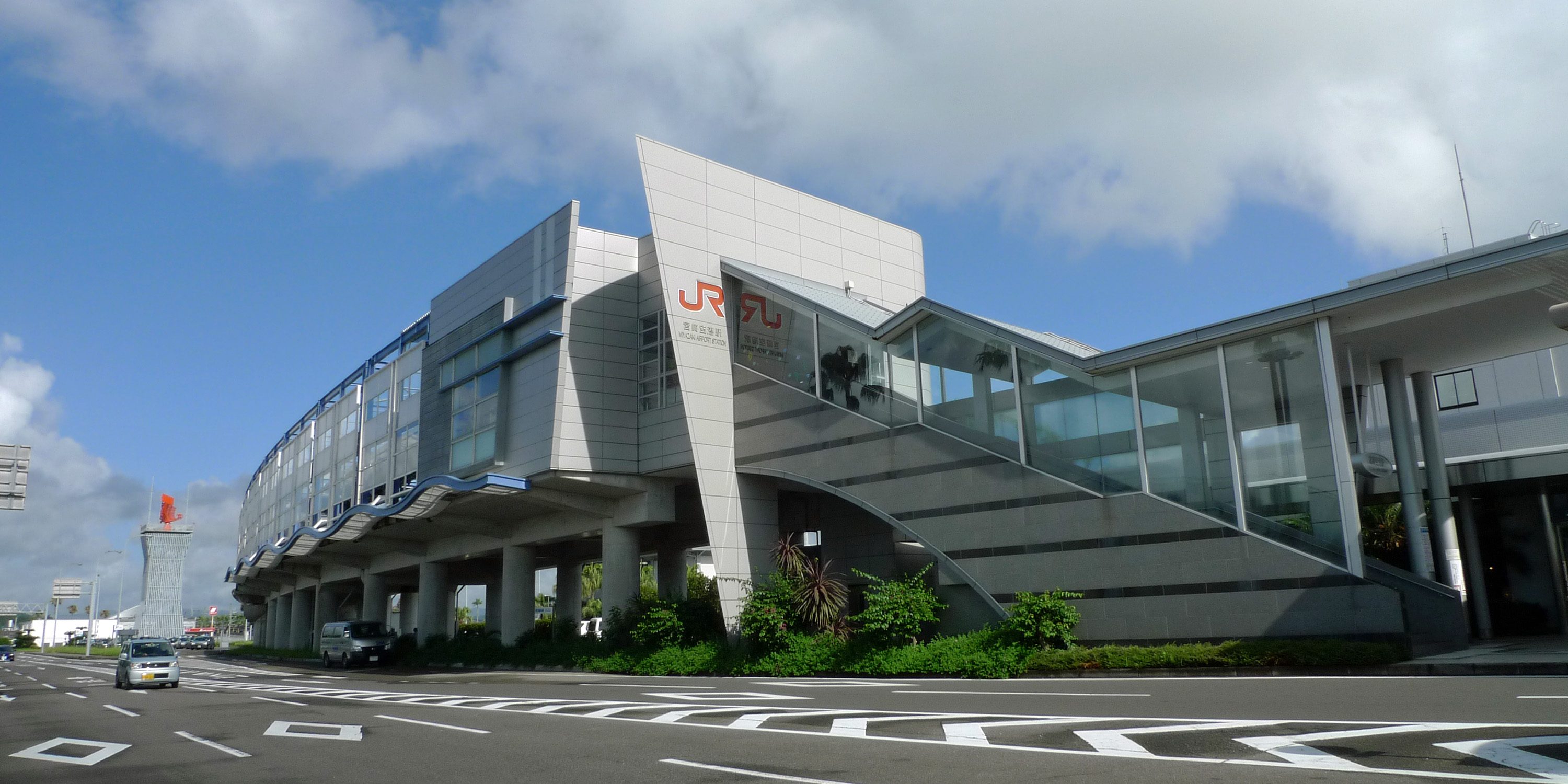
空港旅客ターミナル（画面右）と接続する宮崎空港駅

- 管轄（事業種別）：九州旅客鉄道（第一種鉄道事業者）
- 路線距離（営業キロ）：1.4 km
- 軌間：1067 mm
- 駅数：2（起点駅含む）
  - 宮崎空港線所属駅は宮崎空港駅のみで、田吉駅は日南線所属である。
- 複線区間：なし（全線単線）
- 電化区間：全線（交流20,000V・60Hz）
- 閉塞方式：特殊自動閉塞式（軌道回路検知式）
- 保安装置：ATS‐SK、ATS-DK
- 最高速度：85km/h[1]

全線宮崎支社の管轄である。

## 運行形態
開業以来、線内折り返し列車の設定がされたことはなく、全列車が日南線・日豊本線経由で宮崎駅まで直通しており、すべての特急列車と半数以上の普通列車はさらに同線延岡駅方面に直通している。
田吉駅や南宮崎駅で方向転換が必要となる日南線青島駅・油津駅方面および日豊本線都城駅・鹿児島中央駅方面への直通運転は行われていない。また全列車が電車で運行されており、気動車の定期乗り入れはない。
空港アクセス鉄道ではあるが、宮崎市街地よりも日向市・延岡市への中距離輸送を重視したダイヤとなっており、ほぼ終日に渡って特急列車が毎時1本運転されている。なお、宮崎市街地へは本数面で路線バスが優位である。

### 特急
大分駅・延岡駅方面と宮崎地区を結ぶ特急列車は、早朝・深夜に運転される「にちりん」2・6・15・17号、「ひゅうが」3・16号を除き宮崎空港駅に乗り入れる。一部時間帯を除き、1時間に1本が運行されている。宮崎空港駅から延岡駅までの所要時間は下り最速が1時間11分・上り最速が1時間17分、佐伯駅までは約2時間半、大分駅までは約3時間半である。なお、宮崎空港駅発着の特急は田吉駅には停車しない。
宮崎空港線の開業当時は、小倉駅発着列車1往復を除く全ての特急列車が博多駅発着であったが、2021年3月13日現在は博多駅発着の「にちりんシーガイア」1往復および小倉駅発着の「にちりん」1往復を除き、大分駅または延岡駅発着となっている。
2020年10月17日より、周遊型観光特急「36ぷらす3」の土曜日運行分『緑の路』が宮崎空港駅始発（別府駅終着）で運行されている。

#### 特急料金等不要の特例
宮崎駅 - 宮崎空港駅間のみで特急列車に乗車する場合、普通車自由席に乗車券のみで乗車できる特例が設けられている（なお、この区間で指定席やグリーン車に乗車する場合は、指定席券あるいは普通列車用指定席グリーン券が必要であり、これらの券を駅窓口または車内で発売している）。他の区間と跨いで乗車する際は特急料金は特例区間外のみで計算される。この特例は南宮崎駅から日豊本線都城駅方面に直通する特急「きりしま」、田吉駅から日南線日南方面に直通する特急「海幸山幸」（この列車は田吉駅に停車する）、南宮崎駅発着の特急「にちりん」「ひゅうが」に関しても、特例区間内であれば適用される。なお、「36ぷらす3」でも空席があれば「36ぷらす3」用グリーン券を購入することで宮崎駅まで乗車できる。

### 普通

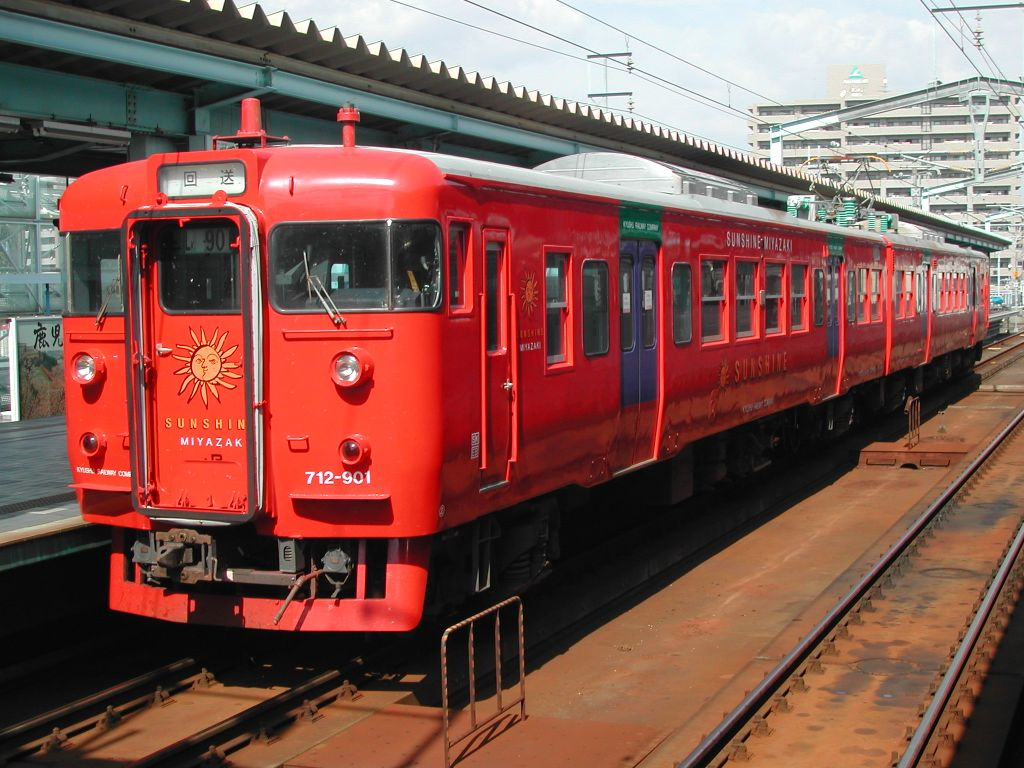
サンシャイン 713系電車

普通列車は全列車が日南線・日豊本線に乗り入れ、宮崎駅・佐土原駅・日向新富駅・延岡駅まで直通運転する。前述の通り宮崎駅 - 宮崎空港駅間は乗車券のみで特急列車を利用できることから、普通列車だけで本数を確保する必要はなく、1時間に1・2本の運転となっている。このため日南線青島駅・油津駅方面との接続に関しては、田吉駅でかなり待たされる場合があるほか、南宮崎駅での乗り換えとなる場合がある。また、かつては快速列車が運行されていたが、2015年6月20日時点では運行されていない。
なお、日南線・日豊本線内の運行形態についてはそれぞれの項目を参照のこと。

## 運行車両
全区間が電化されているため全列車が電車で運用されているが、開業以来運用されていなかった気動車については2006年に臨時列車として特急「はやとの風」用キハ140形が運転された。これは宮崎地区における初めての入線である。
2011年3月12日より、485系に代わって、787系が使用されている。なお787系は開業以来2000年3月10日まで乗り入れており、11年ぶりに入線を果たしている。過去には885系の乗り入れ実績もある。2000年3月11日から2021年3月12日までは783系も乗り入れていた。
- 特急列車（一部車両は特急車両の送り込みを兼ねて、普通列車として運転される場合がある）
  - 787系（「36ぷらす3」を含む）
- 普通列車
  - 713系
  - 817系

## 歴史
宮崎空港は1956年（昭和31年）に民間開放されたが、直接空港に乗り入れるアクセス線は存在しなかった。ただし当路線の開業以前、日南線の前身にあたる宮崎交通線の駅として、1954年（昭和29年）から1962年（昭和37年）まで飛行場前駅（飛行場駅とも）が存在し、宮崎飛行場（宮崎空港）への最寄りとなっていた。宮崎交通線の廃線に伴い同駅も廃止され、跡地に建設された日南線に同駅は設置されなかった。
延岡市に創業地工場群を持つ旭化成は、本社のある大阪市、東京都区部との間で社員の出張が多いが、宮崎・延岡間は当時、鉄道は空港とつながっておらず、高速道路もなかった。そのため、旭化成は自社ヘリポートを用意し、延岡工場と宮崎空港間を25分で結ぶヘリコプター航路を1989年（平成元年）3月に開設した。この航路は年間1万5千人の社員と、6,000人の訪問者を運ぶ予定であったという。
ところが1990年（平成2年）9月27日、宮崎空港から延岡ヘリポートに向かっていた社内定期便が墜落し、乗員乗客全員が死亡する事故が発生した（阪急航空チャーター機墜落事故）。これによりヘリコプターの運航を断念、日豊本線の高速化や空港至近を通る日南線の空港アクセス活用の気運がにわかに高まった。
1994年（平成6年）に着工し、1996年（平成8年）7月18日に開業。同時に本路線の起点として日南線分岐点付近に田吉駅が再開業した。当路線の開業により34年ぶりに空港アクセス路線が復活することとなった。

### 年表
- 1994年（平成6年）7月28日：着工[8]。
- 1996年（平成8年）7月18日：開業[9]。
- 2003年（平成15年）10月1日：ワンマン運転開始。
- 2015年（平成27年）11月14日：ICカード「SUGOCA」が利用可能になる[10]。
- 2016年（平成28年）12月22日：スマートフォンアプリ「JR九州アプリ」内の列車位置情報システム「どれどれ」運用開始により、リアルタイムで列車位置情報が配信開始[4]。
- 2020年（令和2年）3月20日 - 4月23日：新型コロナウイルス感染症による利用客減少に伴い、減便等を実施[11][12]。
  - 「にちりん」8・9・13・14・19号を運休。（3月20日 - 4月23日）
  - 「にちりん」3号・「にちりんシーガイア」20・24号の大分 - 宮崎空港間を運休。（3月20日 - 4月23日）
  - 「ひゅうが」7・8号を運休。（4月6日 - 4月23日）
  - 「ひゅうが」5号の宮崎 - 宮崎空港間、8号の宮崎空港 - 南宮崎間を運休。（3月20日 - 4月5日）
  - 「にちりんシーガイア」20号に充当する列車の運用ダイヤにあたる、普通列車1本（宮崎→宮崎空港）を運休。（3月20日 - 4月23日）
- 2022年（令和4年）4月1日：宮崎支社の発足に伴い、当線の管轄を鹿児島支社から同支社へ移管[13]。

## 駅一覧
便宜上、愛称である「空港線」としての起点となる日豊本線宮崎駅からの区間を記載する。累計営業キロは田吉駅からのもの。
- 全駅宮崎県宮崎市内に所在。
- 全駅で列車交換可能。
- 停車駅
  - 普通…全旅客駅に停車
  - 特急
    - にちりん・にちりんシーガイア・ひゅうが…田吉駅以外の駅に全列車が停車。下表区間では乗車券のみで普通車自由席に乗車可能。

| 路線名     | 駅名     | 営業キロ | 営業キロ                                  | 接続路線                                                  |
| 路線名     | 駅名     | 駅間     | 累計                                      | 接続路線                                                  |
| ---------- | -------- | -------- | ----------------------------------------- | --------------------------------------------------------- |
| 日豊本線   | 宮崎駅   | -        | 4.6                                       | 九州旅客鉄道：■日豊本線（高鍋・延岡・大分方面に直通あり） |
| 日豊本線   | 南宮崎駅 | 2.6      | 2.0                                       | 九州旅客鉄道：■日豊本線（都城・鹿児島方面）               |
| 日南線     | 南宮崎駅 | 2.6      | 2.0                                       | 九州旅客鉄道：■日豊本線（都城・鹿児島方面）               |
| 田吉駅     | 2.0      | 0.0      | 九州旅客鉄道：■日南線（油津・志布志方面） |                                                           |
| 田吉駅     | 2.0      | 0.0      | 九州旅客鉄道：■日南線（油津・志布志方面） | 宮崎空港線                                                |
| 宮崎空港駅 | 1.4      | 1.4      |                                           |                                                           |

### 利用状況

#### 平均通過人員
各年度の平均通過人員（人/日）および旅客運輸収入は以下のとおりである。
| 年度                   | 平均通過人員（人/日）     | 平均通過人員（人/日） | 旅客運輸収入 （百万円/年） | 出典   |
| 年度                   | 全区間（田吉 - 宮崎空港） | 南宮崎 - 田吉（参考） | 旅客運輸収入 （百万円/年） | 出典   |
| ---------------------- | ------------------------- | --------------------- | -------------------------- | ------ |
| 1987年度（昭和62年度） | 未開業                    | 2,129                 |                            | [ 14 ] |
| 2016年度（平成28年度） | 1,740                     | 3,615                 | 83                         | [ 14 ] |
| 2017年度（平成29年度） | 1,841                     | 3,726                 | 88                         | [ 15 ] |
| 2018年度（平成30年度） | 1,918                     | 3,770                 | 92                         | [ 16 ] |
| 2019年度（令和元年度） | 1,854                     | 3,733                 | 93                         | [ 17 ] |
| 2020年度（令和02年度） | 627                       | 2,163                 | 31                         | [ 18 ] |
| 2021年度（令和03年度） | 890                       | 2,452                 | 45                         | [ 19 ] |
| 2022年度（令和04年度） | 1,494                     | 3,289                 | 75                         | [ 20 ] |

#### 線区別収支
各年度の収支（営業収益、営業費、営業損益）は以下のとおりである。▲はマイナスを意味する。
| 年度                   | 収支（百万円） | 収支（百万円） | 収支（百万円） | 出典   |
| 年度                   | 営業収益       | 営業費         | 営業損益       | 出典   |
| ---------------------- | -------------- | -------------- | -------------- | ------ |
| 2018年度（平成30年度） | 94             | 99             | ▲6             | [ 21 ] |
| 2019年度（令和元年度） | 95             | 85             | 10             | [ 22 ] |
| 2020年度（令和02年度） | 32             | 78             | ▲47            | [ 23 ] |
| 2021年度（令和03年度） | 46             | 74             | ▲29            | [ 24 ] |
| 2022年度（令和04年度） | 76             | 91             | ▲15            | [ 25 ] |